# 생선 스테이크

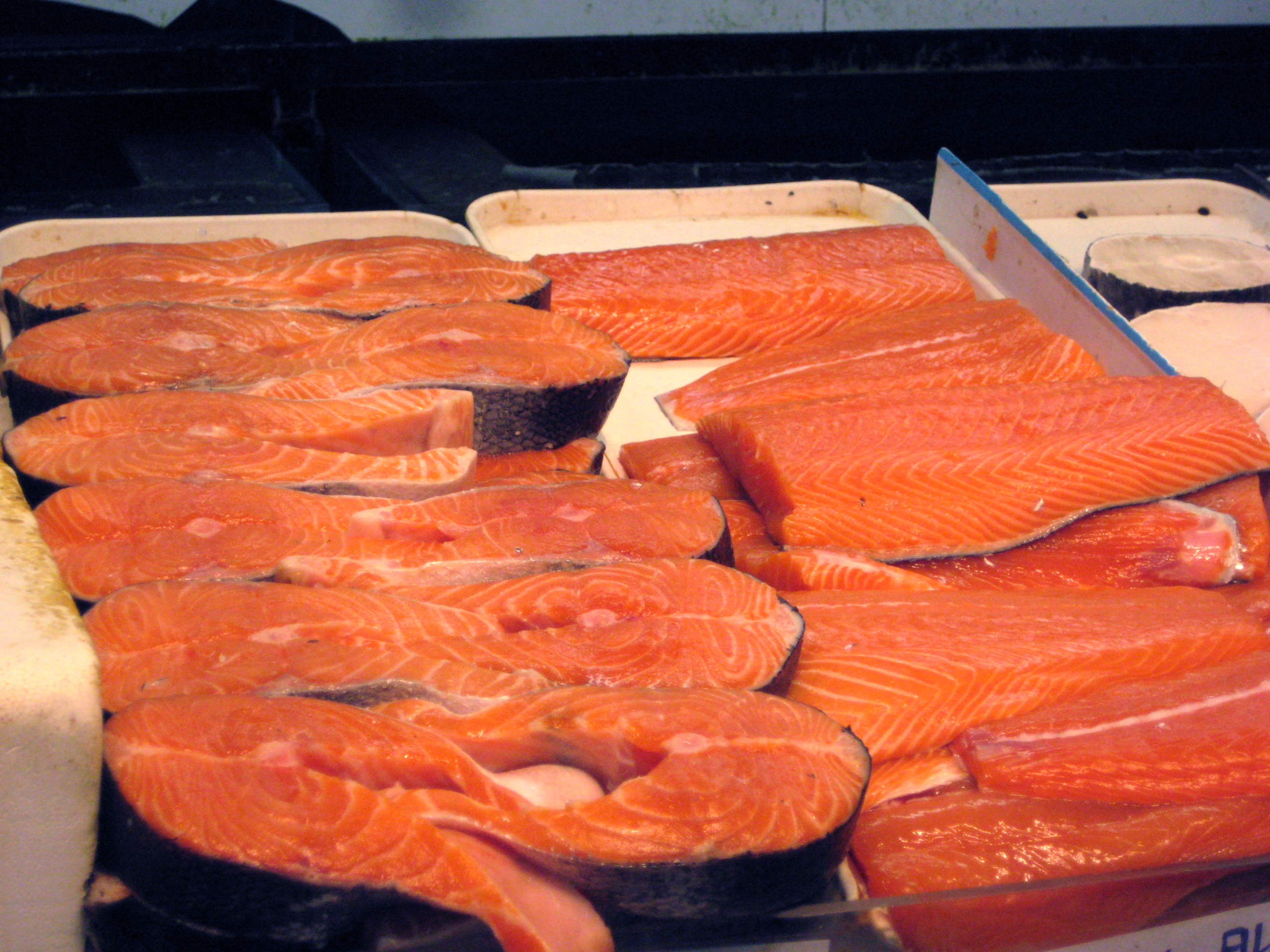
연어 스테이크(왼쪽), 필레(오른쪽)

생선 스테이크 또는 생선 커틀릿은 척추에 수직으로 절단된 생선 부위로 뼈가 포함되거나 뼈가 없을 수 있다. 생선 스테이크는 척추의 양쪽에 평행하게 자르고 큰 뼈를 포함하지 않는 생선 필레와 대조된다. 다른 척추동물과 달리 물고기 몸의 85% 이상이 소모성 근육으로 구성되어 있다.
생선 스테이크는 껍질을 벗기거나 벗기고 만들 수 있으며 일반적으로 4.5kg(10lb)보다 큰 생선으로 만든다. 특히 큰 생선의 생선 스테이크는 뼈가 없도록 분할할 수 있다. 생선 스테이크를 만드는 데는 필레보다 시간이 덜 걸린다. 스테이크에는 뼈가 있고 껍질이 있는 경우가 많기 때문이다. 칼로 등뼈를 자르는 것은 어려울 수 있으므로 생선 스테이크를 만들 때는 정육점 톱을 사용하는 것이 좋다. 참치, 황새치, 연어, 대구, 마히마히와 같은 더 큰 생선은 스테이크로 자르는 경우가 많다.
생선 스테이크는 굽거나, 팬에 튀기거나, 굽거나 구울 수 있다. 쇠고기 스테이크는 익히는 데 시간이 걸리고 질기지만, 생선은 빨리 익고 부드러워지며 부서지기 쉽다. 생선 스테이크는 생선 필레보다 부서질 가능성이 적다. 쇠고기 스테이크와 달리 생선 스테이크는 종종 소스에 구워진다.

## 같이 보기
- 쇠고기 스테이크
- 포털:음식